# Lippische Kulturlandschaften
Bei den Lippischen Kulturlandschaften handelt es sich um eine ab 2004 vom Lippischen Heimatbund in Detmold herausgegebene Schriftenreihe.
In den einzelnen, zumeist 32 Seiten umfassenden Heften werden bedeutende Kultur- und Naturdenkmäler des Kreises Lippe eingehend beschrieben. Sie sind mit zahlreichen Plänen und Abbildungen versehen.
Vor den Lippischen Kulturlandschaften existierte mit den Lippischen Sehenswürdigkeiten eine ähnlich gelagerte Reihe, die jedoch bereits nach fünf Heften wieder eingestellt wurde.

## Erschienene Hefte
- 1: Das Junkerhaus in Lemgo von Regina Fritsch (2004)
- 2: Die Papiermühle Plöger in Schieder von Marita Kewe (2005)
- 3: Das Detmolder Sommertheater von Heinrich Stiewe und Armin Prinz zur Lippe (2006)
- 4: Die Gradierwerke – Salz und Kurwesen in Bad Salzuflen von Fred Kaspar (2006)
- 5: Der Biesterberg bei Lemgo (2006)
- 6: Die Heerser Mühle in Bad Salzuflen (2007)
- 7: Der Tönsberg bei Oerlinghausen von Andreas Rahns (2007)
- 8: Die Christuskirche in Detmold (2007)
- 9: Die Marktkirche in Lage von Burkhard Meier (2008)
- 10: Die Burg in Horn – Nebenresidenz und Witwensitz der Edelherren und Grafen zur Lippe von Roland Linde und Hans-Jürgen Liesen (2008)
- 11: Der Rinnenberg bei Extertal-Bremke (2008)
- 12: Schloss Barntrup von Dedo von Kerßenbrock-Krosigk (2009)
- 13: Die Adlerwarte Berlebeck bei Detmold von Klaus Hansen (2009)
- 14: Der Friedrichstaler Kanal in Detmold von Andreas Ruppert (2009)
- 15: Die Schwalbennestorgel in St. Marien/Lemgo von Eckehard Deichsel, Koos van de Linde und Vera Lüpkes (2010)
- 16: Das Neue Palais von Thomas Dann (2010)
- 17: Schloss Brake: Landesburg – Residenzschloss – Verwaltungssitz – Museum von Eckehard Deichsel (2010)
- 18: Die Externsteine bei Horn von Elke Treude und Michael Zelle (2011)
- 19: Ev.-ref. Kirche Oerlinghausen von Roland Pieper (2011)
- 20:  Der Kirchhof St. Johann vor Lemgo von Hermann Hentschel, Georg Kramer und Hans-Otto Pollmann (2011)
- 21: Klosterkirche Blomberg von Katharina Priewe (2012)
- 22: Schloss und Schlossgarten Schieder von Thomas Dann und Heinrich Stiewe (2013)
- 23: Der Stadtwald von Lage von Gustav Glitt und Christina Pohl (2013)
- 24: Schloss Varenholz von Thomas Dann (2013)
- 25: Das Hermannsdenkmal von Michael Zelle (2014)
- 26: Glanzvolle Zeiten: Das Fürstliche Sol-Thermalbad Salzuflen vor dem Ersten Weltkrieg von Stefan Wiesekopsieker (2014)
- 27: Die Lippische Landesbibliothek Detmold von Detlev Hellfaier (2014)
- 28: Burg Blomberg von Thomas Dann (2014)
- 29: Die Bandelstraße im Villenviertel Hiddeser Berg von Frank Budde (2015)
- 30: Evangelisch-reformierte Kirche Heiligenkirchen von Roland Linde (2015)
- 31: Erlöserkirche am Markt in Detmold von Jochen Schwabedissen (2015)
- 32: Burg Sternberg von Frank Huismann (2016)
- 33: Die Lindenallee – die zentrale, verbindende Achse Schieders von Ralf Pankoke (2016)
- 34: Das Hexenbürgermeisterhaus in Lemgo von Jürgen Scheffler (2017)
- 35: Die Geschichte der Lippischen Landes-Zeitung von Michael Dahl (2017)
- 36: Stätten der Reformation von Roland Linde und Julia Schafmeister (2017)
- 37: Haus Münsterberg von Marlen Dettmer (2017)
- 38: Das Archäologische Freilichtmuseum Oerlinghausen von Karl Banghard (2018)
- 39: Die Fürstenallee bei Schlangen von Annette Fischer (2018)
- 40: Der Steinhof in Lieme und Engelbert Kaempfer von Karl-Rochus Kintscher, Jürgen Scheffler, Heinrich Stiewe und Gisela Wilbertz (2018)
- 41: Historische Postgebäude in Lippe von Andreas Gronemeier und Stefan Wiesekopsieker (2019)
- 42: Das Detmolder Landestheater von Joachim Kleinmanns (2019)
- 43: Die frühere Domäne Schieder von Heinrich Stiewe (2019)
- 44: Die kommunale Gebietsreform in Lippe 1969/1970 von Arnold Beuke, Marcel Oeben, Christina Pohl, Bärbel Sunderbrink und Dieter Zoremba (2020)
- 45: Schwalenberg von Roland Linde und Heinrich Stiewe (2020), ISBN 978-3-941726-77-2
- 46: Lippe zur Zeit der Fürstin Pauline von Roland Linde und Heinrich Stiewe (2020), ISBN 978-3-941726-78-9
- 47: Wüsten. Die Kirche und ihr Kirchspiel von Roland Linde und Heinrich Stiewe (2021), ISBN 978-3-941726-80-2.
- 48: Koloniale Spuren in Detmold von Barbara Frey und Bärbel Sunderbrink (2021), ISBN 978-3-941726-83-3.
- 49: Gesichter der Weserrenaissance von Susanne Hilker (2021), ISBN 978-3-941726-86-4.
- 50: Zur Geschichte der Lippischen Landesbrandversicherung AG von Annette Fischer (2022), ISBN 978-3-941726-87-1.
- 51: Rund um das Maibolte-Tal und den Piepenkopf in Dörentrup von Sigrid Dreier u. a. (2022), ISBN 978-3-941726-88-8
- 52: Das Lippische Landesmuseum von Michael Zelle. (2023), ISBN 978-3-941726-89-5
- 53: Von Lippstadt bis ins Baltikum. Die Anfänge des Hauses Lippe von Roland Linde und Heinrich Stiewe (2023), ISBN 978-3-941726-92-5
- 54: 50 Jahre Kreis Lippe von Annette Fischer (2023), ISBN 978-3-941726-93-2
- 55: Die Stadt Horn von Roland Linde und Heinrich Stiewe (2023), ISBN 978-3-941726-96-3
- 56: Das Justizzentrum am Kaiser-Wilhelm-Platz in Detmold von Hans-Bodo Goldbeck (2024), ISBN 978-3-941726-94-9
- 57: Bergheiden um die Externsteine und das Hermanndenkmal von Ulrike Hoffmann, Franziska Gude, Hanna Schmeil und Stefan Häcker (2024), ISBN 978-3-910927-01-8
- 58: Landesverband Lippe 1949 bis 2024 von Detlev Hellfaier (2024), ISBN 978-3-910927-03-2